# Marrubium
Pour les articles homonymes, voir marrube et marube.
Marrube
Genre
Marrubium est un genre de plantes à fleurs de la famille des Lamiacées, comportant une quarantaine d'espèces. Ce sont des plantes herbacées originaires d'Europe, d'Afrique du Nord et d'Asie. La plupart de ces espèces nécessitent une exposition au soleil, ce qui les faits pousser principalement sur des terrains découverts (bords de route, prairies, zones caillouteuses, etc.)

## Étymologie
Marrubium vient du latin, et est probablement issu de l'hébreu mar amer et rob jus.

## Principales espèces
- M. alternidens
- M. alyssoides
- M. alysson
- M. anisodon
- M. aschersonii
- M. astracanicum
- M. atlanticum
- M. ayardii
- M. bourgaei
- M. catariifolium
- M. cephalanthum
- M. cordatum
- M. crassidens
- M. cuneatum
- M. cylleneum
- M. depauperatum
- M. duabense
- M. echinatum
- M. eriocephalum
- M. friwaldskyanum
- M. fontianum
- M. glechomifolium
- M. globosum
- M. goktschaicum
- M. heterocladum
- M. heterodon
- M. hierapolitanum
- M. incanum
- M. leonuroides
- M. litardierei
- M. lutescens
- M. multibracteatum
- M. nanum
- M. parviflorum
- M. pestalozzae
- M. peregrinum
- M. persicum
- M. plumosum
- M. procerum
- M. propinquum
- M. purpureum
- M. rotundifolium
- M. sivasense
- M. supinum
- M. thessalum
- M. trachyticum
- M. turkeviczii
- M. vanense
- M. velutinum
- M. vulgare (marrube commun, ou marrube blanc)
- M. werneri
- M. woronovii

## Galerie

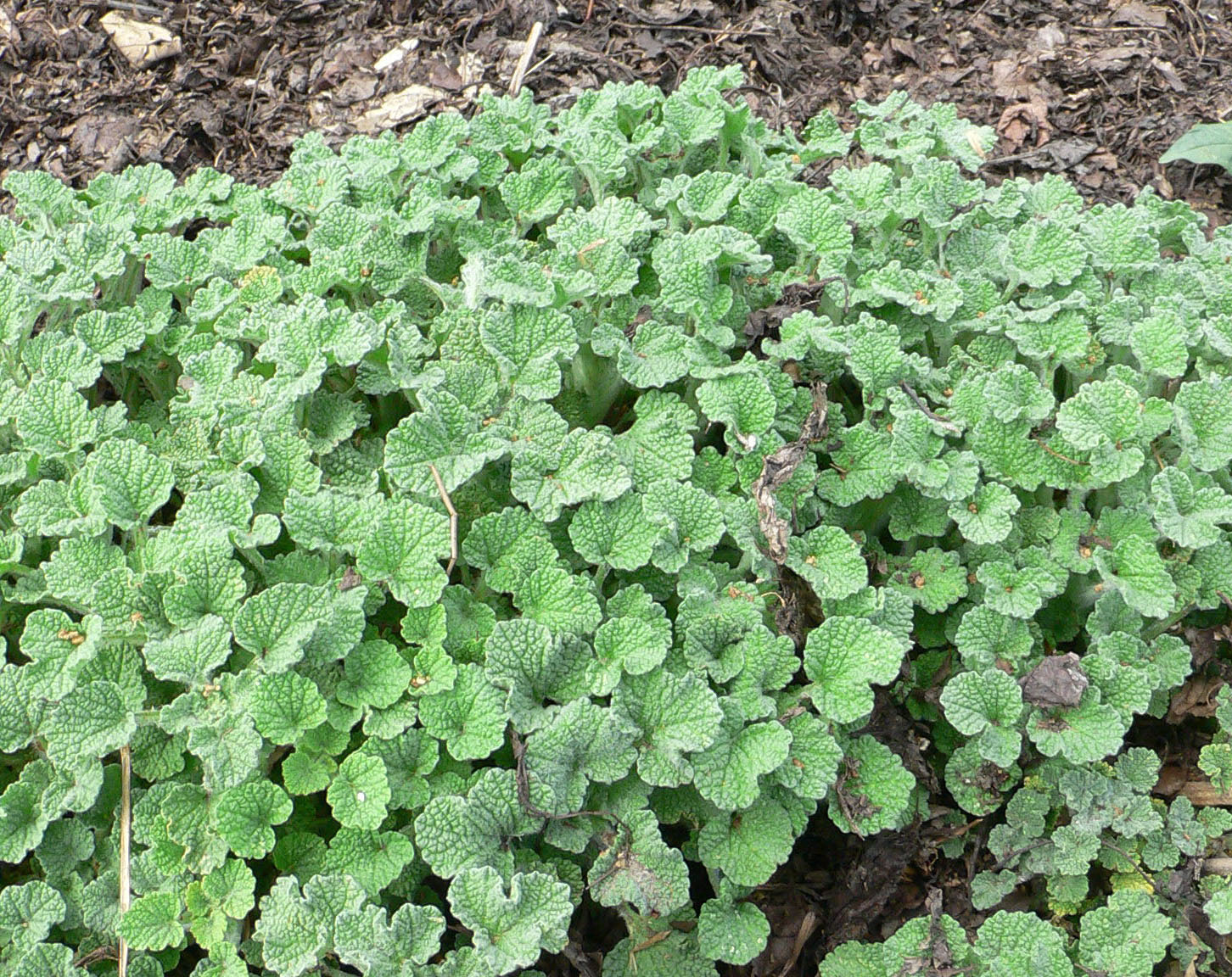
Marrubium vulgare.